# Ceropegia concanensis

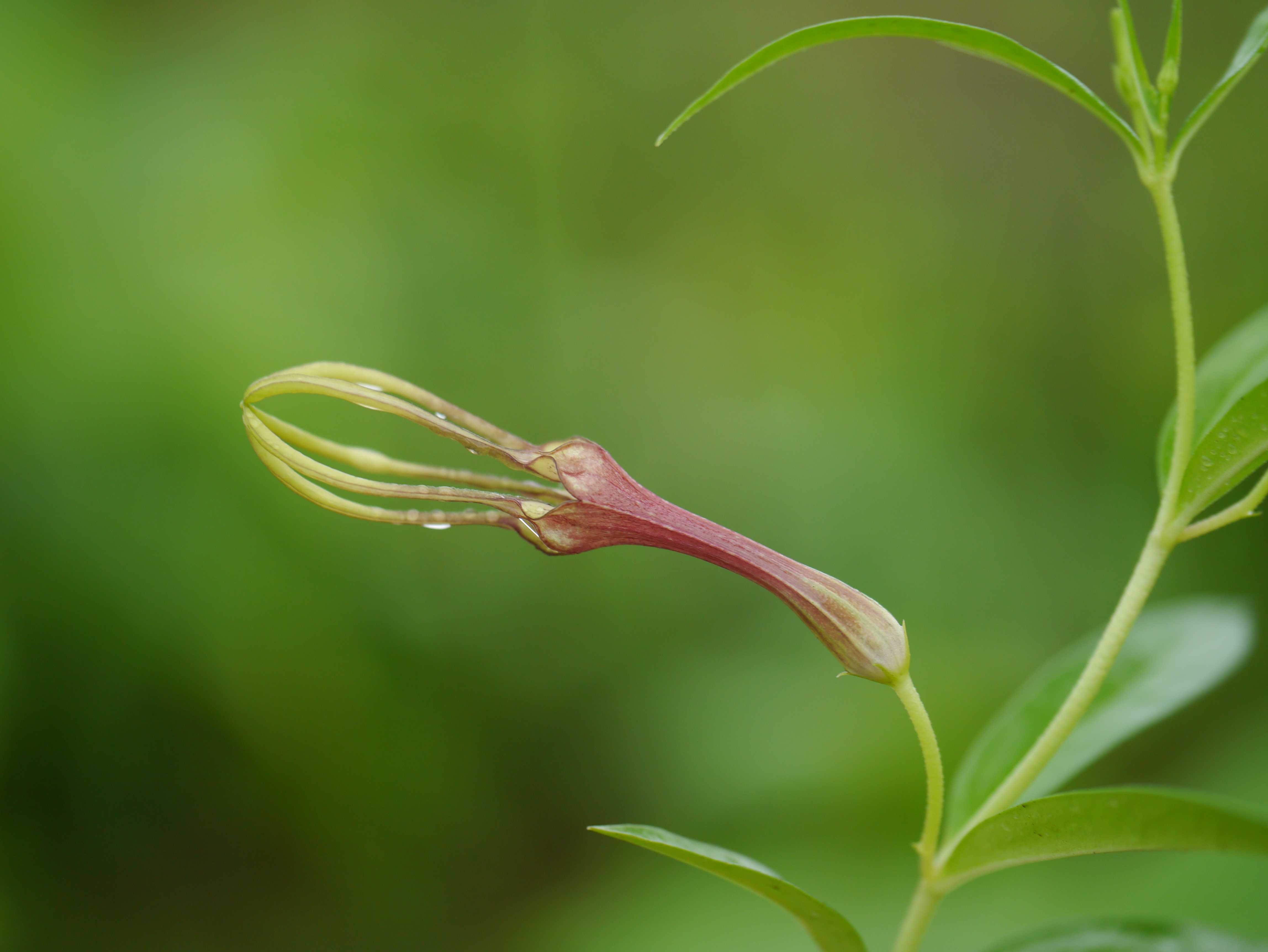
Blüte

Ceropegia concanensis ist eine Pflanzenart aus der Unterfamilie der Seidenpflanzengewächse (Asclepiadoideae). Die Art kommt nur in zwei sehr kleinen Arealen in den Distrikten Sindhudurg und Kolhapur im indischen Bundesstaat Maharashtra vor. Das Artepitheton ist von der Fundregion Konkan abgeleitet.

## Merkmale

### Vegetative Merkmale
Ceropegia concanensis ist eine ausdauernde, aufrecht wachsende Pflanze mit einem knolligen Wurzelstock. Die abgeflacht-gerundeten, eiförmigen bis runden Wurzelknollen erreichen einen Durchmesser von 2 bis 5 cm. Aus der Knolle wächst nur ein einzelner Trieb, der frisch ausgetrieben mehr oder weniger fein behaart ist; im Alter wird der Trieb glatt. Er ist unverzweigt und bis 30 cm hoch. Er erreicht 1 bis 2 mm Durchmesser und ist grün oder dunkel purpurfarben. Die Blattpaare sind kreuzgegenständig angeordnet. Die Blätter sind subsessil. Die linealisch geformten, zugespitzten Blattspreite ist 3,2 bis 6,4 cm lang und 0,8 bis 1,4 cm breit. Sie sind auf der Oberseite flaumig behaart, auf der Unterseite kahl. Die Ränder sind mit Zilien besetzt, die Mittelrippe tritt deutlich hervor.

### Blütenstand und Blüten
Die Blüten stehen einzeln und entspringen in den Blattachseln, können aber auch außerhalb der Blattachseln ansetzen. Sind zwittrig, zygomorph und fünfzählig mit doppelter Blütenhülle. Der Blütenstandsstiel ist 3 bis 5 mm lang, schlank und flaumig behaart. Die schlanken, ebenfalls flaumig behaarten Blütenstiele sind 5 bis 6 mm lang und 1 bis 1,5 mm dick. Die pfriemlichen Tragblätter stehen einzeln, sind 2 bis 3 Millimeter lang und 0,2 bis 0,4 mm breit. Entlang der Ränder sind sie behaart. Die Kelchblätter sind linealisch (4 bis 7 mm lang und 0,3 bis 0,6 mm breit) und am äußeren Ende zugespitzt. Entlang der Mittelrippe sind sie behaart. Die fünf Kronblätter sind bis auf die freien Kronblattzipfel zu einer röhrenartigen Blütenkrone verwachsen. Die außen kahle Blütenkrone ist insgesamt 4 bis 5,4 cm lang (hoch) und meist leicht gekrümmt. Auf die Kronröhre entfallen davon 3 bis 3,5 cm, bei einem Durchmesser von 2 bis 2,5 mm. Sie ist an der Basis aufgebläht („Kronkessel“) und hell gelblichgrün. Oberhalb des Kronkessels ist die Kronröhre außen purpurfarben, in der oberen Hälfte mit dunkleren purpurfarben Längslinien. Die Kronblattzipfel sind 1,2 bis 1,6 cm lang, linealisch und entlang der Längsachse zurückgebogen.  Die Spitzen der Zipfel sind miteinander verwachsen. Sie bilden eine verkehrt-eiförmige, käfigartige Struktur. Sie sind gelblich-grün bis rötlich gelb gefärbt und an den Rändern behaart. Die Basis der Zipfel ist innen mit großen dunkelpurpurfarben Flecken gesprenkelt. Die Nebenkrone ist 4 bis 5 mm lang (hoch). Die interstaminale (oder äußere), tassenförmige Nebenkrone ist basal verwachsen. Die fünf mittig tief eingeschnittenen Nebenkronblattzipfel sind an den Enden zu je zwei Spitzen ausgezogen und an den Rändern spärlich behaart. Die staminale (oder innere) Nebenkrone weist fünf aufrechte, am Ende sich abspreizende Zipfel auf, die in der unteren Hälfte purpurfarben, in der oberen Hälfte gelblich gefärbt sind. Die Pollinia sind an die braunen Pollenträger durch kurze elastische Fortsätze (Kaudikel) angeheftet. Das Pollinarium misst 0,3 × 0,2 mm.

### Früchte und Samen
Die paarigen Balgfrüchte sind spindelförmig-gestreckt, bis zu 8 cm lang, bei einem Durchmesser von nur 3 Millimetern und glatt. Die länglich-eiförmigen, braunen Samen messen 4 × 2 mm. Der seidenweiße Haarschopf ist ca. 1 cm lang.

### Ähnliche Arten
Ceropegia concanensis ähnelt Ceropegia attenuata, die ebenfalls in den Western Ghats beheimatet ist, die aber ein wesentlich größeres Verbreitungsgebiet (von Mumbai (Maharashtra) im Norden bis Kumta (Karnataka) im Süden) hat. Die Kronblattzipfel sind bei C. concanensis kürzer als die Kronröhre (bei C. attenuata etwa gleich lang), die Kronröhre schwillt ziemlich abrupt zur Basis (bzw. Kronkessel) hin an (bei C. attenuata ist die Zunahme des Durchmessers graduell und die interstaminale Nebenkrone ist bei C. concanensis nur spärlich behaart, bei C. attenuata dicht behaart).

## Geographische Verbreitung und Ökologie
Die Art ist auf zwei kleine, nur jeweils ca. 5 km² große Areale um die Orte Vengurla (15°52.507' N, 73°37.229'E), 82 m, Devgad, 50 m, Sindhudurg-Distrikt und Tillari (15°47.465' N, 74°10.778'E), 742 m, Kolhapur-Distrikt, im indischen Bundesstaat Maharashtra.
Die Art wächst im offenen Grasland lateritischer Plateaus von etwa 50 m (Devgad) bis 750 m (Tillari) über dem Meeresspiegel. Sie ist an den genannten Lokalitäten mit Dimeria spp., Eriocaulon spp., Euphorbia antiquorum L., Glyphochloa spp., Hedyotis pumila L. f., Impatiens tomentosa Heyne, Leucas aspera (Willd.) Link, Rhamphicarpa longiflora Wight ex Benth., Striga gesnerioides (Willd.) Vatke u. a. anderen Arten vergesellschaftet. Am Naturstandort erscheinen die Blüten im Juli/August, die Früchte im September/Oktober.

## Nutzung durch den Menschen und Gefährdung
Die Wurzelknollen sind essbar und werden von der lokalen Bevölkerung auch gesammelt. Insgesamt wurden in den zwei kleinen Fundgebieten (jeweils nur etwa 5 km² groß), nur jeweils etwa 50 Pflanzen gefunden. Nach den Kriterien der IUCN fällt die Art damit in die Kategorie stark gefährdet (Critically endangered). Die Flora (und auch Fauna) der Grasländer der lateritischen Plateaus um Vengurla and Devgad im Sindhudurg-Distrikt und um Tillari im Kolhapur-Distrikt ist vor allem durch die  Umwandlung dieser Lebensräume in Mango-Plantagen gefährdet.